# Банкноты Польской Народной Республики

### Серия банкнот 1944—1945 годов
Первые после освобождения Польши банкноты были выпущены в обращение согласно декрету Польского комитета национального освобождения от 24 августа 1944 года. Первоначально они печатались на типографии Гознака в Москве. На этих банкнотах номиналом от 1 до 500 злотых в пояснительной надписи на польском языке была допущена ошибка: во фразе пол. PRZYJMOWANIE WE WSZYSTKICH WYPŁATACH JEST OBOWIĄZKOWE последнее слово было передано как OBOWIĄZKOWYM. Позднее банкноты с этой же датой стали печататься на типографии Народного банка Польши и ошибка была исправлена.
Злотые генерал-губернаторства обменивались по номиналу, но с ограничением суммы — 500 злотых для частных лиц и 2000 злотых для мелких предприятий и организаций, средства свыше этой суммы зачислялись на банковские счета.
Банкноты первого выпуска имели очень простой дизайн: на лицевой стороне на гильошированном фоне размещались герб Польши, название банка-эмитента (созданного только 15 января 1945 года), пояснительные надписи, номинал и год печати, на оборотной стороне размещались номинал, название банка-эмитента и год выпуска (у банкнот в 5, 20 и 100 злотых). 50 грошей печатались без серийного номера, у банкнот же номиналом от 1 до 500 злотых он размещался на лицевой стороне и имел формат AB 123456, а у банкноты в 1000 злотых — Ser.A 1234567.
Первые банкноты послевоенной Польши в больших объёмах подделывались фальшивомонетчиками, поэтому за выпуском 1944—1945 годов последовали выпуски 1946, 1947 и 1948 года, уже с новым дизайном и лучшей защитой от подделывания.
В 1974 году Народный банк Польши выпустил для коллекционеров «переиздание» банкнот 1944 года (кроме 50 грошей) с особыми серийными номерами и пояснительной надписью на пол. EMISJA PAMIĄTKOWA – ODBITA W 1974 R. Z ORYGINALNYCH KLISZ.
| Серия 1944—1945 годов                           | Серия 1944—1945 годов | Серия 1944—1945 годов | Серия 1944—1945 годов | Серия 1944—1945 годов          | Серия 1944—1945 годов | Серия 1944—1945 годов | Серия 1944—1945 годов |
| Изображение                                     | Изображение           | Номинал               | Размеры (мм)          | Основные цвета                 | Даты                  | Даты                  | Даты                  |
| Лицевая сторона                                 | Оборотная сторона     | Номинал               | Размеры (мм)          | Основные цвета                 | введения              | печати                | изъятия               |
| ----------------------------------------------- | --------------------- | --------------------- | --------------------- | ------------------------------ | --------------------- | --------------------- | --------------------- |
|                                                 |                       | 50 грошей             | 81×52                 | лиловый                        | 28 февраля 1945       | 1944                  | 8 ноября 1950         |
|                                                 |                       | 1 злотый              | 133×66                | тёмно-зелёный светло-оранжевый | 18 сентября 1944      | 1944                  | 8 ноября 1950         |
|                                                 |                       | 2 злотых              | 137×67                | коричневый серый               | 18 сентября 1944      | 1944                  | 8 ноября 1950         |
|                                                 |                       | 5 злотых              | 142×71                | тёмно-коричневый зелёный       | 18 сентября 1944      | 1944                  | 8 ноября 1950         |
|                                                 |                       | 10 злотых             | 160×80                | синий светло-зелёный           | 27 августа 1944       | 1944                  | 8 ноября 1950         |
|                                                 |                       | 20 злотых             | 170×83                | тёмно-зелёный розовый          | 27 августа 1944       | 1944                  | 8 ноября 1950         |
|                                                 |                       | 50 злотых             | 180×93                | синий розовый                  | 27 августа 1944       | 1944                  | 8 ноября 1950         |
|                                                 |                       | 100 злотых            | 188×100               | малиновый серый                | 27 августа 1944       | 1944                  | 8 ноября 1950         |
|                                                 |                       | 500 злотых            | 193×102               | чёрный оранжевый               | 27 августа 1944       | 1944                  | 17 декабря 1946       |
|                                                 |                       | 1000 злотых           | 182×97                | коричневый                     | 1 сентября 1945       | 1945                  | 8 ноября 1950         |
| Масштаб изображений — 1,0 пикселя на миллиметр. |                       |                       |                       |                                |                       |                       |                       |

### Серия банкнот 1946 года
Банкноты номиналом в 1—10 злотых печатались без серийного номера, у 20—500 злотых он размещался на лицевой стороне банкноты и имел формат A 1234567, а у 1000 злотых — Ab. 1234567.
| Серия 1946 года                                 | Серия 1946 года   | Серия 1946 года | Серия 1946 года | Серия 1946 года         | Серия 1946 года                                                                                        | Серия 1946 года                                                                    | Серия 1946 года  | Серия 1946 года | Серия 1946 года |
| Изображение                                     | Изображение       | Номинал         | Размеры (мм)    | Основные цвета          | Описание                                                                                               | Описание                                                                           | Даты             | Даты            | Даты            |
| Лицевая сторона                                 | Оборотная сторона | Номинал         | Размеры (мм)    | Основные цвета          | Лицевая сторона                                                                                        | Оборотная сторона                                                                  | введения         | печати          | изъятия         |
| ----------------------------------------------- | ----------------- | --------------- | --------------- | ----------------------- | --- | ---------------------------------------------------------------------------------- | ---------------- | --------------- | --------------- |
|                                                 |                   | 1 злотый        | 98×54           | красно- коричневый      | название банка-эмитента, номинал, дата и место выпуска, подписи                                        | номинал, пояснительные надписи                                                     | 2 декабря 1946   | 15 мая 1946     | 8 ноября 1950   |
|                                                 |                   | 2 злотых        | 104×57          | зелёный                 | название банка-эмитента, номинал, дата и место выпуска, подписи                                        | название банка-эмитента, номинал, пояснительные надписи                            | 15 марта 1947    | 15 мая 1946     | 8 ноября 1950   |
|                                                 |                   | 5 злотых        | 122×66          | серый                   | название банка-эмитента, номинал, дата и место выпуска, подписи                                        | название банка-эмитента, номинал, пояснительные надписи                            | 5 февраля 1948   | 15 мая 1946     | 8 ноября 1950   |
|                                                 |                   | 10 злотых       | 128×70          | коричневый зелёный      | герб Польши, название банка-эмитента, номинал, дата и место выпуска, подписи                           | название банка-эмитента, номинал, пояснительные надписи                            | 18 августа 1947  | 15 мая 1946     | 8 ноября 1950   |
|                                                 |                   | 20 злотых       | 158×84          | сине-зелёный коричневый | герб Польши, название банка-эмитента, номинал, дата и место выпуска, подписи                           | сцена с самолётом на аэродроме, номинал, пояснительные надписи                     | 1 июля 1948      | 15 мая 1946     | 8 ноября 1950   |
|                                                 |                   | 50 злотых       | 164×87          | коричневый              | парусник и теплоход, герб Польши, название банка-эмитента, номинал, дата и место выпуска, подписи      | морской пейзаж с кораблями, номинал, пояснительные надписи, аббревиатура NBP       | 22 сентября 1947 | 15 мая 1946     | 8 ноября 1950   |
|                                                 |                   | 100 злотых      | 170×91          | красный                 | крестьянин и крестьянка, герб Польши, название банка-эмитента, номинал, дата и место выпуска, подписи  | сцена полевых работ, номинал, пояснительные надписи                                | 2 декабря 1946   | 15 мая 1946     | 8 ноября 1950   |
|                                                 |                   | 500 злотых      | 176×94          | сине-зелёный            | кораблестроитель и рыбак, герб Польши, название банка-эмитента, номинал, дата и место выпуска, подписи | вид на порт Гданьска, номинал, пояснительные надписи, аббревиатура NBP             | 15 июля 1946     | 15 января 1946  | 8 ноября 1950   |
|                                                 |                   | 1000 злотых     | 182×97          | коричневый              | шахтёр и рабочий, герб Польши, название банка-эмитента, номинал, дата и место выпуска, подписи         | вид на промышленное производство, номинал, пояснительные надписи, аббревиатура NBP | н/д              | 15 января 1946  | 8 ноября 1950   |
| Масштаб изображений — 1,0 пикселя на миллиметр. |                   |                 |                 |                         | |                                                                                    |                  |                 |                 |

### Серия банкнот 1947 года
Серийные номера формата Ser.A 1234567 (у 20, 100 и 100 злотых) или SERIA A 123456 (у 500 злотых) размещены на лицевой стороне банкнот.
| Серия 1947 года                                 | Серия 1947 года   | Серия 1947 года | Серия 1947 года | Серия 1947 года    | Серия 1947 года                                                                            | Серия 1947 года | Серия 1947 года | Серия 1947 года | Серия 1947 года |
| Изображение                                     | Изображение       | Номинал         | Размеры (мм)    | Основные цвета     | Описание                                                                                   | Описание | Даты            | Даты            | Даты            |
| Лицевая сторона                                 | Оборотная сторона | Номинал         | Размеры (мм)    | Основные цвета     | Лицевая сторона                                                                            | Оборотная сторона | введения        | печати          | изъятия         |
| ----------------------------------------------- | ----------------- | --------------- | --------------- | ------------------ | ------------------------------------------------------------------------------------------ | --- | --------------- | --------------- | --------------- |
|                                                 |                   | 20 злотых       | 158×84          | тёмно- зелёный     | герб Польши, название банка-эмитента, номинал, дата и место выпуска, подписи               | композиция с глобусом, шестернёй, книгой, молотом и лавровой ветвью, номинал, пояснительные надписи, аббревиатура NBP | 16 июня 1949    | 15 июля 1947    | 8 ноября 1950   |
|                                                 |                   | 100 злотых      | 170×91          | красно- коричневый | крестьянка, герб Польши, название банка-эмитента, номинал, дата и место выпуска, подписи   | лошади в поле, номинал, пояснительные надписи, аббревиатура NBP                                                       | 21 февраля 1949 | 15 июля 1947    | 8 ноября 1950   |
|                                                 |                   | 500 злотых      | 176×94          | тёмно-синий        | женщина с веслом и якорем, название банка-эмитента, номинал, дата и место выпуска, подписи | вид на порт Гдыни, номинал, пояснительные надписи, аббревиатура NBP                                                   | 20 января 1949  | 1 июля 1947     | 8 ноября 1950   |
|                                                 |                   | 1000 злотых     | 182×97          | коричневый зелёный | рабочий, название банка-эмитента, номинал, дата и место выпуска, подписи                   | вид на фабрику, номинал, пояснительные надписи, аббревиатура NBP                                                      | 1 декабря 1948  | 1 июля 1947     | 8 ноября 1950   |
| Масштаб изображений — 1,0 пикселя на миллиметр. |                   |                 |                 |                    |                                                                                            | |                 |                 |                 |

### Серия банкнот 1948 года
| Серия 1948 года | Серия 1948 года   | Серия 1948 года | Серия 1948 года | Серия 1948 года    | Серия 1948 года                                                                                              | Серия 1948 года                                                                                | Серия 1948 года | Серия 1948 года | Серия 1948 года  |
| Изображение     | Изображение       | Номинал         | Размеры (мм)    | Основные цвета     | Описание | Описание                                                                                       | Даты            | Даты            | Даты             |
| Лицевая сторона | Оборотная сторона | Номинал         | Размеры (мм)    | Основные цвета     | Лицевая сторона                                                                                              | Оборотная сторона                                                                              | введения        | печати          | изъятия          |
| --------------- | ----------------- | --------------- | --------------- | ------------------ | --- | ---------------------------------------------------------------------------------------------- | --------------- | --------------- | ---------------- |
|                 |                   | 2 злотых        | 120×58          | серый              | герб Польши, название банка-эмитента, номинал, дата и место выпуска, подписи, аббревиатура NBP               | здание[уточнить], номинал, пояснительные надписи                                               | 30 октября 1950 | 1 июля 1948     | 30 сентября 1960 |
|                 |                   | 5 злотых        | 142×67          | красно- коричневый | герб Польши, название банка-эмитента, номинал, дата и место выпуска, подписи, аббревиатура NBP               | сцена полевых работ: пахота, номинал, пояснительные надписи                                    | 30 октября 1950 | 1 июля 1948     | 31 декабря 1959  |
|                 |                   | 10 злотых       | 148×70          | коричневый серый   | портрет крестьянина, название банка-эмитента, номинал, дата и место выпуска, подписи                         | сцена полевых работ: уборка урожая, номинал, пояснительные надписи                             | 30 октября 1950 | 1 июля 1948     | 31 декабря 1965  |
|                 |                   | 20 злотых       | 160×76          | синий голубой      | портрет женщины в платке, название банка-эмитента, номинал, дата и место выпуска, подписи                    | суконные ряды в Кракове, номинал, пояснительные надписи                                        | 30 октября 1950 | 1 июля 1948     | 30 июня 1977     |
|                 |                   | 50 злотых       | 164×78          | оливковый          | портрет рыбака, название банка-эмитента, номинал, дата и место выпуска, подписи                              | вид на порт Гдыни, номинал, пояснительные надписи                                              | 30 октября 1950 | 1 июля 1948     | 30 июня 1978     |
|                 |                   | 100 злотых      | 172×82          | красный            | портрет рабочего, название банка-эмитента, номинал, дата и место выпуска, подписи                            | вид на промышленное производство, номинал, пояснительные надписи                               | 30 октября 1950 | 1 июля 1948     | 30 июня 1977     |
|                 |                   | 500 злотых      | 178×85          | тёмно- коричневый  | портрет шахтёра, название банка-эмитента, номинал, дата и место выпуска, подписи                             | сцена работ в шахте, номинал, пояснительные надписи                                            | 30 октября 1950 | 1 июля 1948     | 31 декабря 1977  |
|                 |                   | 1000 злотых     | 150×74          | многоцветная       | портрет Николая Коперника, название банка-эмитента, номинал, дата и место выпуска, подписи, аббревиатура NBP | гелиоцентрическая система со знаками зодиака, номинал, пояснительные надписи, аббревиатура NBP | 1 июня 1966     | 29 октября 1965 | 31 декабря 1978  |

### Серия банкнот 1974—1993 годов
| Серия 1974—1993 годов | Серия 1974—1993 годов | Серия 1974—1993 годов | Серия 1974—1993 годов | Серия 1974—1993 годов | Серия 1974—1993 годов  | Серия 1974—1993 годов                           | Серия 1974—1993 годов               | Серия 1974—1993 годов                                                  | Серия 1974—1993 годов | Серия 1974—1993 годов |
| Изображение           | Изображение           | Номинал               | Размеры (мм)          | Основные цвета        | Описание               | Описание                                        | Даты                                | Даты                                                                   | Даты                  |                       |
| Лицевая сторона       | Оборотная сторона     | Номинал               | Размеры (мм)          | Основные цвета        | Лицевая сторона        | Оборотная сторона                               | введения                            | печати                                                                 | изъятия               |                       |
| --------------------- | --------------------- | --------------------- | --------------------- | --------------------- | ---------------------- | ----------------------------------------------- | ----------------------------------- | ---------------------------------------------------------------------- | --------------------- | --------------------- |
|                       |                       | 10 злотых             | 139×63                | зелёный синий         | Юзеф Бем               | номинал                                         | 11.06.1982                          | 01.06.1982                                                             | 31.12.1994            |                       |
|                       |                       | 20 злотых             | 139×63                | коричневый фиолетовый | Ромуальд Траугутт      | номинал                                         | 11.06.1982                          | 01.06.1982                                                             | 31.12.1994            |                       |
|                       |                       | 50 злотых             | 139×63                | зелёный коричневый    | Кароль Сверчевский     | орден «Крест Грюнвальда»                        | 25.11.1975                          | 09.05.1975, 01.06.1979, 01.06.1982, 01.06.1986, 01.12.1988             | 31.12.1994            |                       |
|                       |                       | 100 злотых            | 139×63                | красный               | Людвик Варынский       | газета «Proletaryat» на фоне красных флагов     | 01.07.1975                          | 15.01.1975, 17.05.1976, 01.06.1979, 01.06.1982, 01.06.1986, 01.12.1988 | 31.12.1996            |                       |
|                       |                       | 200 злотых            | 139×63                | многоцветная          | Ярослав Домбровский    | фрагмент стены коммунаров                       | 26.07.1976                          | 25.05.1976, 01.06.1979, 01.06.1982, 01.06.1986, 01.12.1988             | 31.12.1996            |                       |
|                       |                       | 500 злотых            | 139×63                | коричневый            | Тадеуш Костюшко        | герб Костюшко, знамя Польского восстания        | 01.01.1975                          | 16.12.1974, 15.06.1976, 01.06.1979, 01.06.1982                         | 31.12.1996            |                       |
|                       |                       | 1000 злотых           | 139×63                | синий жёлтый          | Николай Коперник       | гироскоп, гелиоцентрическая модель мира         | 01.09.1975                          | 02.07.1975, 01.06.1979, 01.06.1982                                     | 31.12.1996            |                       |
|                       |                       | 2000 злотых           | 139×63                | коричневый            | Мешко I                | Болеслав I Храбрый, меч                         | 27.07.1977                          | 01.05.1977, 01.06.1979, 01.06.1982                                     | 31.12.1996            |                       |
|                       |                       | 5000 злотых           | 139×63                | зелёный               | Фридерик Шопен         | нотная запись полонеза                          | 11.06.1982                          | 01.06.1982, 01.06.1986, 01.12.1988                                     | 31.12.1996            |                       |
|                       |                       | 10 000 злотых         | 139×63                | зелёный лиловый       | Станислав Выспяньский  | фрагмент картины «Планты на рассвете»           | 04.02.1987                          | 01.02.1987, 01.12.1988                                                 | 31.12.1996            |                       |
|                       |                       | 20 000 злотых         | 139×63                | оранжевый коричневый  | Мария Склодовская-Кюри | первый польский ядерный реактор «ЕВА»           | 26.02.1989                          | 01.02.1989                                                             | 31.12.1996            |                       |
|                       |                       | 50 000 злотых         | 139×63                | коричневый            | Станислав Сташиц       | Дворец Сташица в Варшаве                        | 11.12.1989                          | 01.12.1989                                                             | 15.10.1994            |                       |
|                       |                       | 50 000 злотых         | 139×63                | коричневый серый      | Станислав Сташиц       | Дворец Сташица в Варшаве                        | 11.04.1994                          | 16.11.1993                                                             | 31.12.1996            |                       |
|                       |                       | 100 000 злотых        | 139×63                | голубой               | Станислав Монюшко      | Большой театр в Варшаве                         | 26.02.1990                          | 15.02.1990                                                             | 15.10.1994            |                       |
|                       |                       | 100 000 злотых        | 139×63                | фиолетовый            | Станислав Монюшко      | Большой театр в Варшаве                         | 11.04.1994                          | 16.11.1993                                                             | 31.12.1996            |                       |
|                       |                       | 200 000 злотых        | 139×63                | коричневый            | номинал                | панорама и герб Варшавы                         | 07.12.1989                          | 01.12.1989                                                             | 17.05.1991            |                       |
|                       |                       | 500 000 злотых        | 139×63                | синий коричневый      | Генрик Сенкевич        | представление «Трилогии» Сенкевича в виде герба | 01.08.1990                          | 15.04.1990                                                             | 15.10.1994            |                       |
|                       |                       | 500 000 злотых        | 139×63                | синий коричневый      | Генрик Сенкевич        | представление «Трилогии» Сенкевича в виде герба | 24.12.1994                          | 16.11.1993                                                             | 31.12.1996            |                       |
|                       |                       | 1 000 000 злотых      | 139×63                | коричневый            | Владислав Реймонт      | сельский пейзаж, вид на деревню                 | 22.04.1991                          | 15.02.1991                                                             | 15.10.1994            |                       |
|                       |                       | 1 000 000 злотых      | 139×63                | коричневый            | Владислав Реймонт      | сельский пейзаж, вид на деревню                 | 24.01.1994                          | 16.11.1993                                                             | 31.12.1996            |                       |
|                       |                       | 2 000 000 злотых      | 139×63                | многоцветная          | Игнаций Падеревский    | герб Польши образца 1919 года                   | 10.11.1992                          | 14.08.1992                                                             | 15.10.1994            |                       |
|                       |                       | 2 000 000 злотых      | 139×63                | многоцветная          | Игнаций Падеревский    | герб Польши образца 1919 года                   | 11.04.1994                          | 16.11.1993                                                             | 31.12.1996            |                       |
|                       |                       | 5 000 000 злотых      | 139×63                | серый желтый          | Юзеф Пилсудский        | орден «Virtuti militari»                        | 24.04.2006 (коллекционная банкнота) | 12.05.1995                                                             | не выпущена           |                       |